# Microlepia marginalis
Microlepia marginalis là một loài thực vật có mạch trong họ Dennstaedtiaceae. Loài này được (Thunb.) Bedd. miêu tả khoa học đầu tiên năm 1870.